# Supergalaktični koordinatni sistem
Supergalaktični koordinatni sistem  ali nadgalaktični koordinatni sistem je eden izmed nebesnih koordinatnih sistemov, ki za določanje lege nebesnih teles uporablja nadgalaktično ravnino. Nadgalaktična ravnina poteka tako, da se najbolje prilega porazdelivi bližnjih jat in nadjat galaksij. Sem prištevamo Krajevno skupino, Krajevno nadjato, Jato v Devici (središče Krajevne nadjate) Veliki Atraktor in druge. V supergalaktičnem koordinatnem sistemu je lega nebesnega telesa določena z dvema koordiantama:
- supergalaktična dolžina ali nadgalaktična dolžina (oznaka SGB)
- supergalaktična širina ali nadgalaktična širina (oznaka SGL)

Točka ničelne nadgalaktične dolžine je določena s presekom nadgalaktične ravnine z  galaktično ravnino. Pri tem je naša Galaksija v središču nebesne krogle.
Obstoj nadgalaktične ravnine je zaznal že Gérard Henri de Vaucouleurs leta 1953. Prvi pa je slutil obstoj te ravnine že 200 let prej William Herschel po porazdelitvi meglic.
Nadgalaktični koordinatni sistem ima tudi severni in južni nadgalaktični pol. Severni pol ima galaktične koordinate l = 47,37°, b = +6,32°. V ekvatorskem koordinatnem sistemu je to za epoho J2000,0 enako  2,82 h, +59,5°. Nadgalaktični ekvator je določen s presekom nadgalaktične ravnine z nebesno sfero. Točka začetka merjenja nadgalaktičnih koordinat (SGB=0°, SGL=0°) leži na galaktičnih koordinatah l = 137,37°, b = 0°.